# 함열공용버스터미널
함열공용버스터미널은 전북특별자치도 익산시 함열읍 미력3길 7 (와리 547-11)에 있던 버스터미널이다.

## 현황
이 터미널은 함열역 바로 옆에 있었고, 근처에 있는 함열중앙병원 바로 맞은편에 있었다. 함열읍은 익산시가 과거 익산군과 이리시로 분리되어 있었을 때 익산군청 소재지였기 때문에 터미널 이용객이 많았다고 한다.
1995년 익산군이 이리시와 통합되어 군청이 현 익산시의 익산시청으로 통합이전하면서 함열읍과 이 터미널은 급격히 쇠락하기 시작했다. 2005년 ~ 2006년 사이에 결국 터미널이 폐쇄되었으며, 한 때는 시내버스 종점으로 이용되었으나 지금은 터미널 건물만 남아 있는 상태로 공터로 방치되고 있다.

## 운행 노선
과거에는 서울, 대전, 논산, 익산, 전주, 김제, 부안 등 노선이 많았으나 2001년 쯤에는 익산, 강경, 논산, 대전, 전주 등지로 가는 노선으로 대폭 축소되었다가 현재는 전주시외버스터미널로 가는 노선만 남아 있다.
터미널 건물이 폐쇄되어 이용할 수 없기 때문에 전주행 시외버스 승·하차는 도로변에서 이루어졌으며, 시간표는 근처 함열파출소 벽에 붙어 있는 실정이었다. 그러나 지금은 터미널 건물 부근 공영 주차장에 시외버스 승강장을 만들었고, 이 곳에서 시간표 확인은 물론 버스 승하차가 가능하다.
| 운행 노선   | 운행업체          | 운행구간 | 운행구간 | 운행구간 | 경유지           | 배차 간격 | 시간표             |
| ----------- | ----------------- | -------- | -------- | -------- | ---------------- | --------- | ------------------ |
| 함열 ↔ 전주 | 전주고속 전북고속 | 함열     | ↔        | 전주     | 금마, 삼례, 덕진 | 3회       | 10:05 14:30, 15:30 |